# Palaeeudyptes
Palaeeudyptes è un genere di grandi pinguini, ormai estinto, contenente quattro diverse specie. Erano probabilmente più grandi di quasi tutte le specie di pinguini esistenti, con i più piccoli delle dimensioni di un Pinguino Imperatore e i più grandi alti circa 1,5 metri.
Due delle quattro specie (P. gunnari e P. klekowskii) sono conosciute grazie a numerosi resti provenienti negli strati risalenti al medio e tardo Eocene (fra 34 e 50 milioni di anni fa) della formazione de La Meseta sull'isola di Seymour in Antartide. P. antarcticus, il primo pinguino fossile descritto, è conosciuto solo grazie a un tarsometatarso incompleto risalente al tardo Oligocene (da 23 a 28, forse 34, milioni di anni fa) trovato a Kanakui, in Nuova Zelanda, ma a questa specie sono stati attribuiti molti altri frammenti. L'altra specie Neozelandese, P. marplesi, è conosciuta sempre grazie a parti di scheletro, principalmente ossa delle gambe, del medio e tardo Eocene ritrovati a Dunedin, ancora in Nuova Zelanda. Anche in questo caso si è tentata l'attribuzione di molti altri frammenti a questa specie, ma senza una certezza assoluta. Questo problema è dovuto al fatto che le specie Neozelandesi hanno dimensioni intermedie (Simpson, 1971). Per esempio P. marplesi potrebbe essersi evoluto nel più piccolo P. antarcticus. Ossa non assegnabili sono state trovate anche sull'isola di Seymour, ma in questo caso sembrano venire da individui giovani o essere troppo danneggiate (Jadwiszczak, 2006).
In più, un incompleto tibiotarso destro e un omero sinistro assegnabili a questo genere sono stati ritrovati a Witton Bluff, vicino ad Adelaide, in Australia (Simpson, 1946, 1971).
Il genere presunto Wimanornis, basato sul ritrovamento di due omeri sull'isola di Seymour, sembra essere in realtà P. gunnari (Jadwiszack, 2006).
Le caratteristiche osteologiche di questo genere di pinguini sembrano essere leggermente meno avanzate di quelli dei leggermente più piccoli Archaeospheniscus e circa allo stesso livello dei grandi Anthropornis. La natura esatta del legame della sottofamiglia delle Palaeeudyptinae (a cui il genere Palaeeudyptes appartiene) con i pinguini moderni è sconosciuto.